# 毛阿敏
毛 阿敏（マオ・アミン、1963年3月1日 - ）は、中華人民共和国の歌手。

## 略歴
原籍は河北省邯鄲市鶏沢県で、1963年3月1日に上海市楊浦区の労働者家庭に生まれた。中学卒業後は紡績工として勤務した。
1985年3月、南京軍区前線歌舞団に入団、独唱歌手を担当。
1989年、中国人民解放軍総政治部歌舞団（現在の中国共産党中央軍事委員会政治工作部歌舞団）に移籍し、独唱歌手を担当。日本・第一回福岡国際青年祭に参加。
1990年、シンガポール公演。
1992年、中国人民解放軍総政治部歌舞団を退団、香港無綫電視と契約。
1993年には香港華星唱片公司に移籍。
1997年、カナダで慈善公演。香港で第二回アジア流行音楽祭に参加。
2003年、保利演芸経紀公司と契約。
2007年、中日国交正常化三十五周年記念公演に出演。

## 家族
2003年には商人の謝植錕と結婚。2004年には長女の謝豊鳴を出産。2006年には長男を出産。

## 代表曲
- 『天之大』
- 『長相思』
- 『幸福』
- 『愛上張無忌』
- 『諾言』
- 『昭君出塞』
- 『美満』
- 『我の天堂你の心房』
- 『遠方伴著你』
- 『真実の女人』
- 『50%の思念』

## ディスコグラフィ
- 『渇望』、1995年1月1日
- 『20世紀中華歌壇名人百集』、1997年11月30日
- 『20世紀中華歌壇名人百集珍蔵版』、1999年4月1日
- 『美満』、2003年9月25日
- 『太陽昇起の地方』、2010年8月6日
- 『広州2010年亜運会獲獎金曲』、2010年11月19日

## 映画
- 1988年、『瘋狂歌女』、呉雅妮 役
- 1989年、『女明星秘史』、陳婷婷 役
- 1992年、『歓楽満華東』
- 2014年、『藍色骨頭』[4]

## 受賞
1988年、中央人民広播電台全国『広播新歌』表演賞。
1989年、当代中国十大歌星内地第一名。
1995年、東方風雲榜特別栄誉大賞。
1990年、第二回全国影視十佳歌手賞。
1991年、匯通杯観衆最喜愛の歌手賞。
1991年、「連着你和我」節目優秀歌手賞。
1992年、春晩作品一等賞。
1992年、第三回全国影視十佳歌手賞。
1994年、春晩作品二等賞。
1994年、中国音楽電視大賽作品金賞。
1995年、中国音楽電視大賽最佳演唱賞。
1995年、香港電台第一季度十大金曲第一名、香港中文台季度最佳原創歌曲大賞。
1996年、中国流行歌壇十年回顧歌手成就賞。 
1996年、当代中国歌壇経典回顧十大歌手賞第一名。
2001年、中国歌曲排行榜傑出成就賞。
2001年、湖南衛視本土音楽電視大賽作品金賞。
2001年、CCTV-MTV音楽盛典内地流行音楽特殊貢獻賞。
2004年、中国策劃年会「中国最具影響力歌星賞」
2004年、中法文化年組委会「時尚人物特殊貢獻賞」    
2008年、改革開放三十年傑出歌手賞。
2008年、改革開放三十年電視劇曲目優秀演唱者賞。
2008年、改革開放三十年来我們最熟悉の十張面孔賞。
2009年、春晩作品三等賞。
2010年、華語歌壇傑出成就大賞。
2012年、中国金唱片賞。
2013年、東方風雲榜20年風雲成就大賞。